# Grabenüberschreitfähigkeit

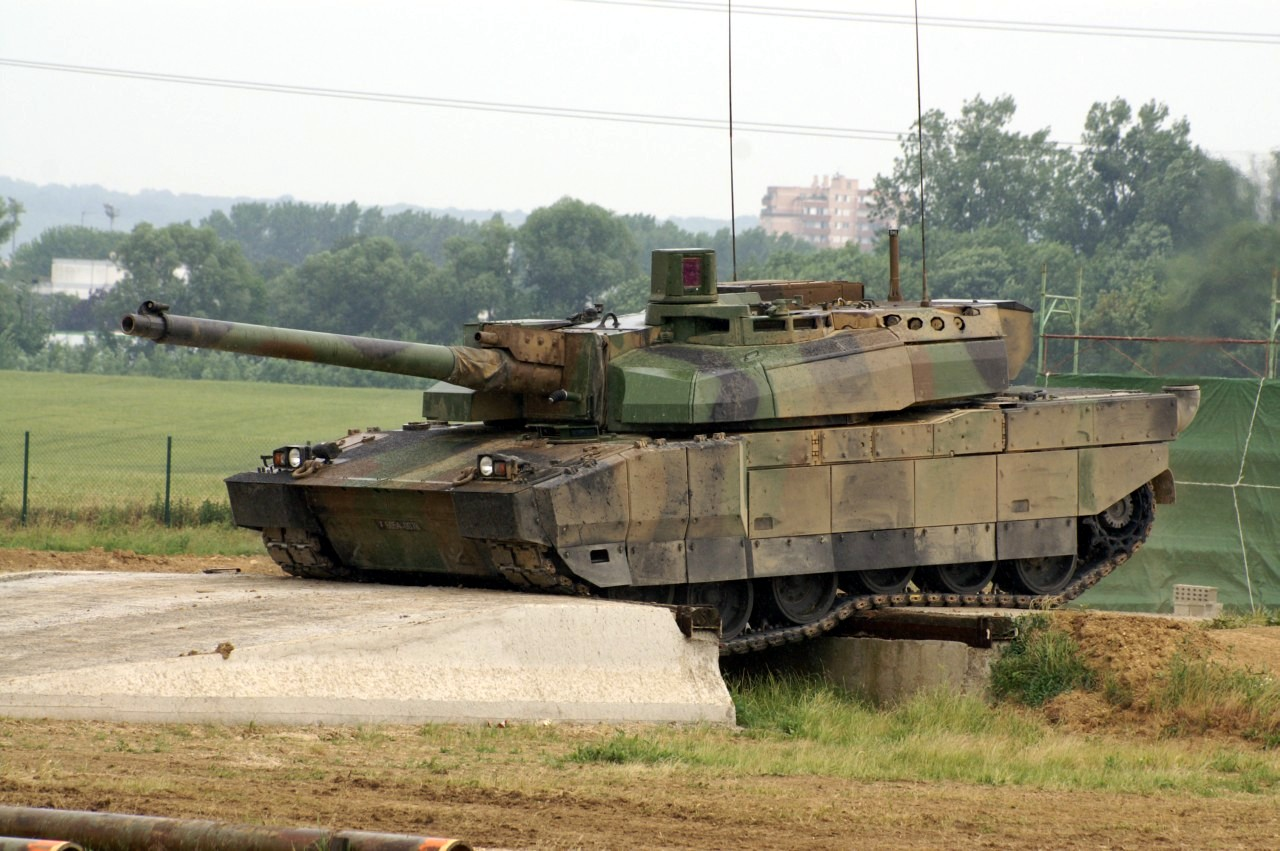
Kampfpanzer Leclerc überwindet einen Graben.

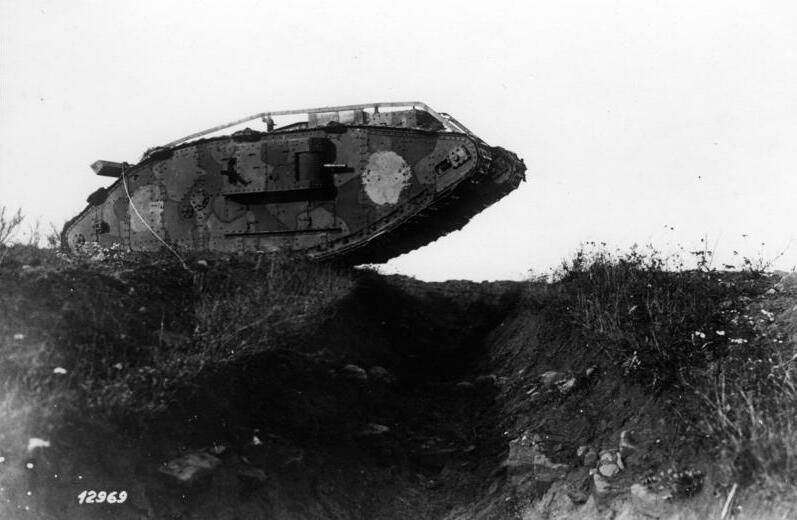
Westfront.- Englischer Panzer Mark IV vor einem Graben; Aufnahme 1917–1918

Grabenüberschreitfähigkeit ist ein fahrzeugtechnischer Begriff, welcher hauptsächlich bei militärischen Fahrzeugen relevant ist. Es ist definiert als die maximale Breite eines Grabens mit (fast) senkrechten Wänden, die ein Fahrzeug überwinden kann, ohne abzukippen. Wenn das Schwerpunktlot mit der Grabenkante deckungsgleich ist und dabei gerade noch eine Abstützung am Laufwerk gegeben ist, ist das maximale Maß erreicht.
Die Grabenüberschreitfähigkeit beeinflusst die Geländegängigkeit eines Fahrzeugs. Sie wird in der Regel in Metern (m) oder Millimetern (mm) angegeben. Je größer das Längenmaß, desto höher ist die Geländegängigkeit unter sonst gleichen Bedingungen.
Verschiedene Faktoren beeinflussen die Grabenüberschreitfähigkeit (teilweise nur auf Kettenfahrzeuge zutreffend):
- Schwerpunktlage des Fahrzeuges
- Kettenauflagelänge oder Abstand der Räder
- Höhe von Leit- und Triebrad
- Ketteneinlauf-/-anstiegswinkel

Bei einem buglastigen Fahrzeug ist tendenziell der Beginn der Grabenüberschreitung kritisch, bei hecklastigen Fahrzeugen das Ende.

## Übersicht
| Kampfpanzer                | Grabenüberschreitfähigkeit in m |
| -------------------------- | ------------------------------- |
| Panzerkampfwagen V Panther | 1,9                             |
| Leopard 1A5                | 3                               |
| Leopard 2A1                | 3                               |
| M60A3                      | 2,6                             |
| M1 Abrams A2               | 2,74                            |
| T-80U(M)                   | 2,7                             |
| T-90S                      | 2,8                             |